# Municipio de Lincoln (condado de Montgomery)
El municipio de Lincoln (en inglés: Lincoln Township) es un municipio ubicado en el condado de Montgomery en el estado estadounidense de Iowa. En el año 2010 tenía una población de 157 habitantes y una densidad poblacional de 1,7 personas por km².

## Geografía
El municipio de Lincoln se encuentra ubicado en las coordenadas 41°6′59″N 95°19′39″O / 41.11639, -95.32750. Según la Oficina del Censo de los Estados Unidos, el municipio tiene una superficie total de 92.22 km², de la cual 92,22 km² corresponden a tierra firme y (0 %) 0 km² es agua.

## Demografía
Según el censo de 2010, había 157 personas residiendo en el municipio de Lincoln. La densidad de población era de 1,7 hab./km². De los 157 habitantes, el municipio de Lincoln estaba compuesto por el 98,73 % blancos, el 0,64 % eran amerindios y el 0,64 % eran de una mezcla de razas. Del total de la población el 0,64 % eran hispanos o latinos de cualquier raza.